# 蒙古国巴格
巴格（/bɑːɡ/ BAHG；蒙古語： [paq]）或巴格是蒙古国最小的行政区划。它是第三级行政区划，构成苏木的一部分。
蒙古国共有1,664个巴格。

## 历史
巴嘎亦汉译为巴克、巴格，蒙古语意为“帮”或“队”，通常指一小群人或军队的一小队人。清代外藩蒙古的个别扎萨克旗内有巴嘎组织，官方史籍不载。据档案记载，清代喀尔喀车臣汗、土谢图汗和赛音诺颜等部（盟）的有些旗下有巴嘎组织，至博克多蒙古时期（外蒙古“自治”时期）将巴嘎确定为一级行政组织，蒙古人民共和国成立后沿袭成为村级区划。清代时漠南阿拉善旗、茂明安旗也有巴嘎组织。

## 词源
“巴格”一词源自波斯语  轉寫：fa，意为“果园”或“花园”。